# Departamento Belgrano (Santa Fe)
Belgrano es un departamento ubicado en el suroeste de la provincia de Santa Fe, Argentina. Limita la norte con los departamentos de San Martín y San Jerónimo, al este con el de Iriondo, al sur con el de Caseros y hacia el oeste con la provincia de Córdoba.
Fue creado en 1890 con tierras del departamento de Iriondo.

## Economía
A partir de la fuerte devaluación de la moneda local ocurrida tras la crisis de finales del año 2001 la zona se vio beneficiada por el aumento de las exportaciones, convirtiéndose en uno de los departamentos de mayor producción de soja del país. Por otro lado la industria ganadera se vio reducida frente al avance de la soja, que ofrecía márgenes gananciales superiores. Además, existe una gran concentración de industrias dedicadas a la producción de maquinarias agrícolas, las cuales a partir del 2005 han expandido de manera significativa sus mercados llegando a exportar a Venezuela, Brasil, Paraguay y Uruguay, entre otros.

## Distritos
El departamento comprende un total de 6 distritos, categorizados en 3 municipios de 2.ª categoría:
| Iturraspe     | S/D                                        |
| La California | S/D                                        |
| Las Rosas     | 18.798 hab (Revisión Censo Domicilio Real) |

Y 3 comunas:
| Comuna        | Superficie | Población comuna (2010) | Localidad     | Población localidad (2010) |
| Bouquet       | 355 km²    | 1.462 hab               | Bouquet       | 1.230 hab                  |
| Montes de Oca | 415 km²    | 2.971 hab               | Montes de Oca | 2.655 hab                  |
| Tortugas      | 322 km²    | 2.503 hab               | Tortugas      | 2.234 hab                  |
| ------------- | ---------- | ----------------------- | ------------- | -------------------------- |

## Demografía
Según los resultados definitivos del censo de 2022 la población del departamento alcanza los 48.781 habitantes.
La población se encuentra repartida en 24 664 mujeres y 24 115 hombres, con un índice de masculinidad de 97,7 hombres por cada 100 mujeres. 
La edad mediana de la población es de 35 años (36 años entre las mujeres y 34 años entre los hombres).
El 14,0% de la población tiene más de 65 años (frente al 13,0% en 2010), y el 3,2% de la población tiene más de 80 años (registrando una leve disminución frente al 3,3% en 2010)
De las personas residentes en el departamento, unas 6 919 nacieron en otra provincia, y unas  529 lo hicieron fuera del país, siendo los grupos de inmigrantes más numerosos los provenientes de:
- Paraguay: 153 personas
- Uruguay: 48 personas
- Bolivia: 38 personas
- Italia: 26 personas
- Colombia: 23 personas